# ナウ・アンド・ゼン (ビートルズの曲)
「ナウ・アンド・ゼン」（原題: Now and Then）は、ビートルズの楽曲である。1996年の「リアル・ラヴ」以来27年ぶりの新曲、かつ「ビートルズ最後の新曲」として2023年11月2日にシングル盤で発売された。またコンピレーション・アルバム『ザ・ビートルズ 1967年〜1970年 2023エディション』にも収録された。

## 経緯

### ジョン・レノンによるデモ音源
本作は元々、ジョン・レノンが1970年代後半に書いた、典型的な謝罪を含んだラブソングである。タイトルは「I Don't Want to Lose You」や「Miss You」ともされていた。音源として残っていたものは、1978年にニューヨークの自宅で、ピアノを演奏しながら家庭用カセット・テープ・レコーダーでデモ録音したものであった。ただ、1980年にレノンが急死したため、1994年に行われたビートルズの「ザ・ビートルズ・アンソロジー」プロジェクトでプロデュースを担当したジェフ・リンによると、コーラスはできていたが、そこに繋がるヴァースの詞が未完成なものだった。

### ビートルズ版制作への最初の試み
1994年2月、残った3人のメンバー（ポール・マッカートニー、ジョージ・ハリスン、リンゴ・スター）はアンソロジー・プロジェクトの一環で、プロデューサーにリンを迎え、レノンが遺したデモテープを基に、新曲「フリー・アズ・ア・バード」「リアル・ラヴ」と本作の制作を開始した。本作の作業は1995年3月にサセックスにあるマッカートニーの自宅スタジオ、ホッグ・ヒル・ミル・スタジオで行われた。ところが他の2曲と異なり、当時の技術ではデモ音源に入っている雑音を、レノンのヴォーカルに影響ない状態で除去することができなかった。このため、作品として仕上げることは困難だと考えたハリスンが作業の継続を拒否したので、作業は僅か2日間で終了した。このため、予定されていた1996年発売の『ザ・ビートルズ・アンソロジー3』への収録は中止された。
2005年に上演されたドン・スカルディーノ脚本・監督によるミュージカル『レノン』にオノ・ヨーコの許可の下、当時未発表だった「インディア・インディア」と共に使用され、公に知られるようになった。
2007年4月、マッカートニーがハリスンの演奏をアーカイブから使用し、スターと共に本作を完成させ、配信限定で発売する、と報じられたが、実現しなかった。
マッカートニーは、2012年にもBBC Fourで放送されたリンのドキュメンタリー番組の中で本作について触れ、リンゴとともに完成させるつもりであることを語っていた。
2013年にアメリカのケーブルテレビ・チャンネルVH1が発表した「ぜひ聴きたい最高のビートルズの未発表曲 TOP20(20 Awesome Unreleased Beatles Recordings We Want To Hear)」では第1位にランクインした。また2015年には、リアム・ギャラガーが本作について必聴モノだよ。あの曲は“Free As A Bird”と同じように、他の3人がミキシングしたんじゃなかったかな。とにかくすっごくきれいなメロディなんだ。ソングライターの立場から言うと、いまだにレノンの域に達したやつはいないし、今後もいないかもしれないと語っていた。

### AI技術による新たな試み
2021年10月、ザ・ニューヨーカー誌に、マッカートニーが本作を完成させたいと考えているという記事が掲載された。当時はピーター・ジャクソン監督によるドキュメンタリー映画『ザ・ビートルズ: Get Back』の公開直前で、元々モノラル録音されていた音声をステレオ化するために開発・使用された「デミックス」と呼ばれるAI技術を、ジャイルズ・マーティンがリミックスを担当するビートルズのアルバム『リボルバー・スペシャル・エディション』の制作にも使用するプロジェクトが始まっていた。
2022年になり、マッカートニーはこのAI技術を本作にも使えるのではないかと考え、マーティンに相談した。ジャクソンに正式に依頼すると、エミール・ド・ラ・レイ率いるウィングナット・フィルムズのサウンド・チームは、ショーン・レノンから新たに提供されたオリジナル音源を使って、レノンのヴォーカルをピアノやノイズから分離した。オリジナルのヴォーカル・パフォーマンスの明瞭さとクオリティを保った音源を手に入れたマッカートニーは、スター、マーティンと共に本作の完成に向けて作業に取り掛かった。曲の構成を変更して新たなパートを書き、レノンのヴォーカルに加え、ハリスンが1995年のセッションで録音したエレクトリック・ギターとアコースティック・ギター、そして新たに録音したスターのドラム・パート、マッカートニーのベース、ギターを加えた。また、マッカートニーはレノンのオリジナルのピアノと同様の演奏と、ハリスンにインスパイアされたスライド・ギター・ソロを加えた。さらに彼とスターはコーラスのバッキング・ヴォーカルも担当した。5月1日、ロサンゼルスのキャピトル・スタジオではマッカートニーの監督の下、マーティン、マッカートニー、ベン・フォスターが作曲した切なく、ビートルズらしいストリングス・アレンジのレコーディング・セッションが行われた。さらにマッカートニーとマーティンは、「ヒア・ゼア・アンド・エヴリホエア」「エリナー・リグビー」「ビコーズ」のオリジナル・レコーディングのバッキング・ヴォーカルを、『LOVE』のショーとアルバムの制作中に完成したマッシュアップのテクニックを使って新曲に織り込み、素晴らしく繊細なタッチを最後に加えた。完成した曲はマッカートニーとマーティンがプロデュースし、スパイク・ステントがミックスした。
2023年6月13日、BBC Radio 4の番組「Today」に出演したマッカートニーが、 AI技術を用いてビートルズの「最後の新曲」を制作すると発表した。そして10月末に「ビートルズ最後の新曲」として11月2日に発売されることが正式に発表された。

### リリース
2023年11月2日、日本時間午後11時に全世界に向けて発表された。当初、デジタル・ダウンロード、アナログ7インチシングル、アナログ12インチシングル、カセットテープの4形態での発売が予定されていたが、直前になってCDシングルの追加が告知された。ジャケットのアートワークはアルバム『マッカートニーIII』のエド・ルシェが担当した。裏ジャケットには、ハリスンが所有していたアンティークの時計の写真が用いられている。
発表に先立ち、11月1日にザ・ビートルズの公式YouTubeチャンネルにて、オリバー・マレーが脚本と監督を手がけた12分間のドキュメンタリー映画『ナウ・アンド・ゼン ―　ザ・ラスト・ビートルズ・ソング』が公開された。
発表翌日の11月3日、日本時間午後10時にはミュージック・ビデオがビートルズの公式YouTubeチャンネルでプレミア公開され、21時間で1000万再生を突破した。プレミア公開スタート時のみ、マッカートニーの紹介で配信が始まった。
全英シングルチャートでは1969年の「ジョンとヨーコのバラード」以来、54年ぶりに1位を獲得した。これはケイト・ブッシュが保持していた、44年ぶり1位の記録を塗り替えた。また最初と最新の1位の期間が最も長いアーティストとしても、これまでの記録のエルヴィス・プレスリーの47年6か月を塗り替えた。
全米チャート・Billboard Hot 100では1996年の「フリー・アズ・ア・バード」以来のトップ10入りとなる初登場7位を記録した。これは1970年に「レット・イット・ビー」で初登場6位を記録して以来となる初登場でのトップ10入りとなった。
日本では2023年11月27日付のオリコン週間シングルランキングで初登場6位を記録。これは1970年の「レット・イット・ビー」以来53年7か月ぶりとなるトップ10入りとなった。12月11日付の同ランキングでは5位を記録し、「ヘイ・ジュード」（1968年10月7日付）と並ぶ自己最高タイ記録となった。
2024年10月1日、マッカートニーは南米、イギリス、ヨーロッパを回るコンサート・ツアー『ゴット・バック』を再開した。その初日となったウルグアイのエスタディオ・センテナリオ(モンテビデオ・センテナリー・スタジアム)で行われた公演で、本作がライヴで初披露された。また、5日にアルゼンチンのエスタディオ・モヌメンタル・アントニオ・ベスプチオ・リベルティ(リーベル・プレート・スタジアム)で行われたライヴの模様が公式YouTubeで公開された。

## ミュージック・ビデオ
ミュージック・ビデオは、映画『ザ・ビートルズ: Get Back』を監督したジャクソンが、編集技師ジャベス・オルセンの協力を得て制作した。なお、ジャクソンがミュージック・ビデオの監督を務めるのは初となる。
1995年の作業時にマッカートニー、ハリスン、スターが本作の録音を試みている映像と2022年のストリングス・セッションの映像、そして2023年にマッカートニーとスターがMV用に新たに撮影した映像のほか、1967年にシングル「ハロー・グッドバイ」のMV用に撮影された映像から取り出したビートルズの4人の姿が部分的に合成されている。また、よく知られているビートルズの映像が散りばめられている中、ショーン・レノンやオリヴィア・ハリスンから提供された未公開のホーム・ムービーの映像や、元ドラマーのピート・ベストから提供されたビートルズが革のスーツを着て演奏しているバンド最古の映像も挿入されており、最後は映画『ハード・デイズ・ナイト』における「シー・ラヴズ・ユー」の演奏シーンの最後の部分を使用して、4人が礼をした直後に姿を消していくエンディングとなっている。

## クレジット
演奏
- ジョン・レノン – ボーカル、バッキング・ボーカル
- ポール・マッカートニー – ボーカル、ギター、ベース、ピアノ、エレクトリック・ハープシコード、シェイカー、バッキング・ボーカル
- ジョージ・ハリスン – エレクトリック・ギター、アコースティック・ギター、バッキング・ボーカル
- リンゴ・スター – ドラム、タンバリン、シェイカー、バッキング・ボーカル

ストリングス
- ジェローム・ルロワ – 指揮
- チャーリー・ビシャラット、アンドリュー・ブルブルック、ニール・ハモンド、ソンガ・リー、セリーナ・マッキニー、エイドリアン・ポープ – バイオリン
- キャロライン・バックマン、ドリュー・アレクサンダー・フォード、リネア・パウエル – ビオラ
- ミア・バルシア・コロンボ、ジョヴァンナ・クレイトン、ヒラリー・スミス – チェロ
- マイク・ヴァレリオ – コントラバス

制作
- ポール・マッカートニー – プロデュース、ストリングス・アレンジ
- ジャイルズ・マーティン – プロデュース、ストリングス・アレンジ
- ベン・フォスター – ストリングス・アレンジ
- ジェフ・リン – アディショナル・プロダクション

## チャート

### 週間チャート
| チャート (2023年 - 2024年)              | 最高位 |
| --------------------------------------- | ------ |
| オーストラリア (ARIA)                   | 6      |
| オーストリア (Ö3 Austria Top 40)        | 1      |
| ベルギー (Ultratop 50 Flanders)         | 8      |
| ベルギー (Ultratop 50 Wallonia)         | 15     |
| カナダ (Canadian Hot 100)               | 10     |
| Canadian Digital Song Sales (Billboard) | 1      |
| クロアチア (HRT)                        | 2      |
| チェコ (Singles Digitál Top 100)        | 66     |
| フィンランド (Suomen virallinen lista)  | 47     |
| フランス (SNEP)                         | 14     |
| Global 200 (Billboard)                  | 10     |
| アイスランド (Plötutíðindi)             | 19     |
| アイルランド (IRMA)                     | 4      |
| イタリア (FIMI)                         | 52     |
| 日本 (オリコン)                         | 5      |
| 日本 (オリコン合算シングル)             | 27     |
| 日本 (オリコンROCKシングル)             | 1      |
| 日本 (Japan Hot 100)                    | 30     |
| Latvia Airplay (LAIPA)                  | 16     |
| オランダ (Dutch Top 40)                 | 34     |
| オランダ (Single Top 100)               | 5      |
| ニュージーランド (Recorded Music NZ)    | 17     |
| ノルウェー (VG-lista)                   | 15     |
| ポーランド (Polish Airplay Top 100)     | 54     |
| スロバキア (Singles Digitál Top 100)    | 94     |
| 韓国 (Circle BGM Chart)                 | 32     |
| 韓国 (Circle Digital Chart)             | 124    |
| スペイン (PROMUSICAE)                   | 54     |
| スウェーデン (Sverigetopplistan)        | 8      |
| スイス (Schweizer Hitparade)            | 2      |
| UK シングルス (OCC)                     | 1      |
| US Billboard Hot 100                    | 7      |
| US Adult Alternative Songs (Billboard)  | 9      |
| US Rock Airplay (Billboard)             | 23     |

### 月間チャート
| チャート (2023年)           | 最高位 |
| --------------------------- | ------ |
| 日本 (オリコン)             | 23     |
| 日本 (オリコンROCKシングル) | 1      |
| パラグアイ (SGP)            | 91     |

### 年間チャート
| チャート (2023年)                       | 順位 |
| --------------------------------------- | ---- |
| UK ヴァイナル (Official Charts Company) | 1    |

| チャート (2024年)                           | 順位 |
| ------------------------------------------- | ---- |
| US Digital Song Sales (Billboard)           | 41   |
| US Hot Rock & Alternative Songs (Billboard) | 67   |

## 認定
| 国/地域                          | 認定   | 認定/売上数 |
| -------------------------------- | ------ | ----------- |
| ブラジル (ABPD)                  | Gold   | 20,000      |
| イギリス (BPI)                   | Silver | 200,000     |
| 認定のみに基づく売上数と再生回数 |        |             |

## 受賞歴
- 第67回グラミー賞（2025）
最優秀ロック・パフォーマンス賞。

## 映画での使用
2024年2月に公開されたマシュー・ヴォーン製作・監督のイギリスとアメリカの合作によるスパイコメディ映画『ARGYLLE/アーガイル』で挿入曲として使用された。劇中では原曲そのものが複数回使用されるだけではなく、ローン・バルフによるインストゥルメンタル・ヴァージョン「Elly’s Writing Theme」やオーケストラ・ヴァージョン「Now And Then (The Argylle Symphony)」も使われている。
ヴォーンはロンドン生まれということもあり、以前から大好きなビートルズの楽曲を自身の作品にも使用したいと思っていたが、権利や使用料の問題で実現することはなかった。ところが友人であり、この映画の音楽プロデューサーを務めたマーティンから「ビートルズの新曲」を使わないかと提案された。映画のために哀愁と希望の両方の要素を持っているラブソングを探していたヴォーンは一聴して映画に合うと思い、使用することに決めた。